# Caleuche Chasma
Il Caleuche Chasma è una struttura geologica sulla superficie di Caronte.